# THE フィッシング
『THE フィッシング』（ザ・フィッシング）は、テレビ大阪の制作により、テレビ東京系列ほかで放送されている釣りを題材にしたドキュメンタリー番組（釣り番組）である。

## 来歴
テレビ大阪開局1年半後の1983年10月11日に放送開始。スタート時は毎週火曜日19:30 - 20:00の放送だったが、1988年4月から火曜日22:30 - 23:00に、さらに1989年10月のテレビ北海道開局後は月曜日22:30 - 23:00に移動した。2001年4月から現在の土曜日夕方5時後半枠（2001年4月から2002年9月までは17:20 - 17:50。2002年10月からは17:30 - 18:00）の放送になった。2023年8月19日に放送2000回、同年10月に放送40周年を迎えた。
現在は字幕放送も実施している（それを案内するテロップ表示は当初TXN系列各局別で出していたが、現在は制作局出しのネット送出である）。ハイビジョン放送。

## 出演者
- 日本の有名釣り師の西山徹、大塚貴汪、村越正海、村田満、岩井渓一郎や、バスプロの並木敏成、清水盛三、大森貴洋、宮崎友輔などが出演している（出演していた）。西山に関しては、放送時間が土曜夕方に変更された際に特別追悼番組が制作された。
- 釣り愛好家の反町隆史やつるの剛士、元YMOの高橋幸宏、プロ野球選手の田中将大、女性タレントきっての釣り愛好家として知られる水野裕子、上野ひとみ、児島玲子（長年釣り・ロマンを求めて等シマノ系に出演していたが2014年よりがダイワとテスター契約したために）、あべなぎさ、晴山由梨など芸能人や著名人も登場する。水野は2003年10月から数年間自身のコーナーが存在し、事実上の準レギュラーでもあった。

この時の構成は、タレントフィッシングカップのプロデューサー　水野重幸が行っている。

## ナレーター
2001年頃からナレーターは窪田等が勤め、30周年総集編SPとなった第1507回放送分（2013年10月4日）では顔出しで出演し、村越正海、高槻慧と共に思い出を語った。過去には大平透、浦野光、佐々木功がナレーターを、また三遊亭楽太郎（後の六代目三遊亭円楽）が司会を務めた。

## スポンサー
筆頭スポンサーはグローブライドのブランド「DAIWA」（旧・ダイワ精工株式会社）で、2020年現在は複数社提供になっている。
社名がダイワ精工の頃は一社提供の時期があり、系列外では原則ダイワ精工一社のみだったが、2009年3月をもって撤退したため放送を打ち切る局が相次いだ。ただ、静岡や福井など一部地域では局を変えて放送再開する動きも出ている。
ダイワ精工時代では、オープニングで番組ロゴと共に社名が表示されていた。

## ネット局

### 現在
番組HPによる地域別放送時間。放送曜日、放送時間は基本枠のもの
| 放送対象地域  | 放送局                    | 系列                          | 放送日時                     | ネット状況 | 脚注      |
| ------------- | ------------------------- | ----------------------------- | ---------------------------- | ---------- | --------- |
| 大阪府        | テレビ大阪（TVO）         | テレビ東京系列                | 土曜 17:30 - 18:00           | 制作局     | 制作局    |
| 北海道        | テレビ北海道（TVh）       | テレビ東京系列                | 土曜 17:30 - 18:00           | 同時ネット |           |
| 関東広域圏    | テレビ東京（TX）          | テレビ東京系列                | 土曜 17:30 - 18:00           | 同時ネット |           |
| 愛知県        | テレビ愛知（TVA）         | テレビ東京系列                | 土曜 17:30 - 18:00           | 同時ネット |           |
| 岡山県 香川県 | テレビせとうち（TSC）     | テレビ東京系列                | 土曜 17:30 - 18:00           | 同時ネット |           |
| 福岡県        | TVQ九州放送（TVQ）        | テレビ東京系列                | 土曜 17:30 - 18:00           | 同時ネット |           |
| 青森県        | 青森放送（RAB）           | 日本テレビ系列                | 日曜 5:45 - 6:15             | 遅れネット | [ 注 2 ]  |
| 福島県        | 福島中央テレビ（FCT）     | 日本テレビ系列                | 日曜 5:15 - 5:45             | 遅れネット | [ 注 3 ]  |
| 新潟県        | テレビ新潟（TeNY）        | 日本テレビ系列                | 日曜 5:15 - 5:45             | 遅れネット | [ 注 4 ]  |
| 富山県        | チューリップテレビ（TUT） | TBS系列                       | 日曜 5:45 - 6:15             | 遅れネット | [ 注 5 ]  |
| 石川県        | 石川テレビ（ITC）         | フジテレビ系列                | 土曜 5:30 - 6:00             | 遅れネット | [ 注 6 ]  |
| 福井県        | 福井放送（FBC）           | 日本テレビ系列 テレビ朝日系列 | 日曜 5:15 - 5:45             | 遅れネット | [ 注 7 ]  |
| 岐阜県        | 岐阜放送（GBS）           | 独立局                        | 日曜 21:30 - 22:00           | 遅れネット | [ 注 8 ]  |
| 滋賀県        | びわ湖放送（BBC）         | 独立局                        | 日曜 5:50 - 6:20             | 遅れネット | [ 注 9 ]  |
| 奈良県        | 奈良テレビ（TVN）         | 独立局                        | 土曜 12:00 - 12:28           | 遅れネット | [ 注 10 ] |
| 和歌山県      | テレビ和歌山（WTV）       | 独立局                        | 土曜 7:00 - 7:30             | 遅れネット |           |
| 山口県        | 山口放送（KRY）           | 日本テレビ系列                | 日曜 17:00 - 17:30           | 遅れネット |           |
| 高知県        | 高知放送（RKC）           | 日本テレビ系列                | 日曜 5:15 - 5:45             | 遅れネット | [ 注 11 ] |
| 熊本県        | くまもと県民テレビ（KKT） | 日本テレビ系列                | 火曜 1:29 - 1:59（月曜深夜） | 遅れネット |           |
| 鹿児島県      | 鹿児島テレビ（KTS）       | フジテレビ系列                | 土曜 5:30 - 6:00             | 遅れネット |           |

- 2011年9月からグローブライドが運営するフィッシングチャンネルで配信が始まった（一部の回のみ）。概ね、制作局の初回放送から1ヶ月～2ヶ月遅れの内容となる。
- 制作局のテレビ大阪では初回放送から2週間後の土曜 2:10 - 2:40（金曜深夜）にも字幕放送付で再放送を行っている（ローカル放送）。

### 過去
- 秋田放送（ABS）
- 山形放送（YBC）
- 東北放送（TBC）→ミヤギテレビ（MMT）
- テレビ岩手（TVI）
- 静岡朝日テレビ（SATV）→静岡放送（SBS）
- 富山テレビ（BBT）[注 12]
- 福井テレビ（FTB）[注 13]
- 三重テレビ（MTV）
- 山陰放送（BSS）
- 四国放送（JRT）
- テレビ愛媛（EBC）
- 広島テレビ（HTV）→広島ホームテレビ（HOME）
- 長崎文化放送（ncc）
- BSジャパン（現：BSテレ東）
- 福岡放送（FBS）[注 14]
- テレビ大分（TOS）

## 備考

### 2011年
- 3月12日放送分は東日本大震災関係の報道特別番組を編成したため中止となった。

### 2012年
- 12月2日放送分は「柔道グランドスラム TOKYO2012」の中継（テレビ東京制作）が17:00 - 19:00に変更されるため、テレビ東京系列各局では次番組の「釣り・ロマンを求めて」とともに90分繰り上げて16:00からの放送となる。

### 2016年
- 4月16日放送分は熊本地震関係の報道特別番組を編成したため中止となった。

### 2022年
- 2月5日は「北京オリンピック2022」の中継（テレビ東京制作）のため中止となった。
- 2月12日は当初放送予定だったが「北京オリンピック2022」の中継（テレビ東京制作）を17:30 - 19:55に編成することになったため中止となった。

## 関連商品

### ゲーム
- フィッシング甲子園[注 15] (スーパーファミコン・セガサターン用ソフト、キングレコード)

### DVD
- The Fishing Best selection Vol.1 巨大魚 (2006年3月22日、ネオプレックス)
- ザ・フィッシング プレミアム・コレクション 村越正海編 (2008年3月7日、ローランズ・フィルム)
- ザ・フィッシング プレミアム・コレクション 大塚貴汪編 (2008年3月7日、ローランズ・フィルム)

### 書籍
- 「THEフィッシング」静岡 伊豆・駿河湾 編(DVD付) (2017年1月15日、ポニーキャニオン)
- 「THEフィッシング」沖縄 編(DVD付) (2017年2月15日、ポニーキャニオン)
- 「THEフィッシング」山梨 富士山を望む、湖・川 編(DVD付) (2017年3月15日、ポニーキャニオン)

## 制作協力
- ウッドオフィス
- 放送映画製作所 （テレビ大阪の系列キー・テレビ東京に大口出資する毎日放送の子会社である）

主にロケ地が東日本や海外である場合はウッドオフィス、西日本が舞台である場合は放送映画製作所が担当することが多い。
2024年10月より放送映画製作所のみがクレジットされている。